# ۳-فنیل‌آزواستیل‌استون
۳-فنیل‌آزواستیل‌استون (به انگلیسی: 3-Phenylazoacetylacetone) یک ترکیب شیمیایی با شناسه پاب‌کم ۹۱۷۸۵ است. 